# Марданшина, Ляйла Ханиповна
Ляйла Ханиповна Марданшина (15 мая 1929, Верхнеманчарово, Башкирская АССР — 10 сентября 2017, Октябрьский, Башкортостан) — оператор по добыче нефти и газа на промысле № 5 нефтедобывающего управления «Туймазанефть», Герой Социалистического Труда. Заслуженный нефтяник Башкирской АССР (1976). Почётный нефтяник СССР (1977). Почётный гражданин города Октябрьский (1983).

## Биография
Ляйля Ханиповна Марданшина родилась 15 мая 1929года в деревне Верхнеманчарово Бирский кантон Башкирской АССР (ныне Илишевский район Башкортостана). По национальности башкирка. Образование — среднее.
Трудовую деятельность начала в 1944 году учительницей Казы-Ельдякской начальной школы Дюртюлинского района. С 1946 года работала помощником оператора, с 1947 года — оператором по добыче нефти и газа на промысле № 2, в 1951 году переведена на нефтепромысел № 5 нефтедобывающего управления «Туймазанефть» производственного объединения "Башнефть".
Л. X. Марданшина выполняла самые ответственные поручения по внедрению и освоению новой техники и диспетчеризации промысла, участвовала в испытании двух новых дебитометров, разработанных конструкторским бюро нефтяного приборостроения. На ряде скважин её участка проводились опыты радиодиспетчеризации, активная работница освоила и внедрила автоматическую откачку нефти, выступила на промысле инициатором многоскважинного обслуживания.
В 1958 году вместо пяти скважин обслуживала одиннадцать, которые содержались в образцовом и исправном состоянии. Ежемесячно выполняла план добычи нефти и газа на 103—104 процента.
За выдающиеся успехи, достигнутые в деле развития нефтяной и газовой промышленности, Указом Президиума Верховного Совета СССР от 19 марта 1959 года Л. X. Марданшиной присвоено звание Героя Социалистического Труда.
С 1981 года Ляйла Ханиповна работала заведующей техническим кабинетом Дома техники НГДУ «Туймазанефть».
Депутат Верховного Совета Башкирской АССР пятого созыва (1959—1963).
Жила в городе Октябрьском Республики Башкортостан.

## Награды и звания
- Герой Социалистического Труда (1959);
- Заслуженный нефтяник Башкирской АССР (1976);
- Почетный нефтяник СССР (1977);
- Почётный гражданин города Октябрьский (1983);
- Награждена орденами Ленина (1959), «Знак Почёта» (1962), медалями.